# Acraea vestita
Acraea vestita är en fjärilsart som beskrevs av De Nicéville 1895. Acraea vestita ingår i släktet Acraea och familjen praktfjärilar. Inga underarter finns listade i Catalogue of Life.